# Hornbein-Couloir

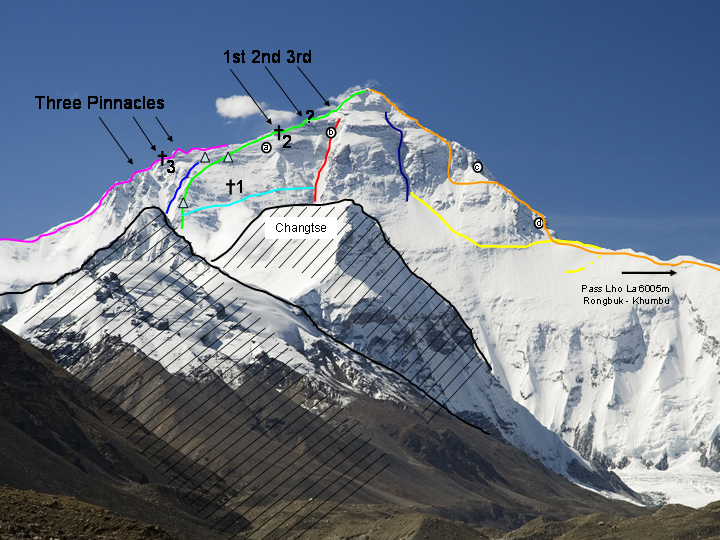
Nordwand des Mt. Everest, Routen und wichtige Punkte. Die dunkelblaue Linie rechts ist das Hornbein-Couloir

Das Hornbein-Couloir ist eine Steilschlucht hoch oben an der Nordseite des Mount Everest in Tibet, die westlich die Gipfelpyramide abgrenzt und bis etwa 150 m unter den Gipfel reicht.
Das östlich des Gipfels gelegene Pendant ist das Norton-Couloir.

## Namensgebung
Ihren Namen erhielt die Steilschlucht nach Thomas Hornbein, einem Teilnehmer der amerikanischen Everest-Expedition von 1963.

## Alpinismus

### Die Überschreitung des Mount Everest
Hornbein und sein Partner Willi Unsoeld waren Teilnehmer einer Expedition unter der Leitung von Norman G. Dyhrenfurth, die von der nepalesischen Südseite des Everest auf zwei Wegen versuchte, auf den Gipfel zu kommen. Die Mehrzahl der Teilnehmer der Expedition nutzte denselben Weg, den auch zehn Jahre zuvor die Erstbesteiger Tenzing Norgay und Edmund Hillary gegangen waren, um durch das Tal des Schweigens und die Flanke des Lhotse auf den Südsattel zu steigen und weiter über den Südostgrat zum Gipfel.
Hornbein und Unsoeld jedoch hatten sich hartnäckig zum Beibehalt des schwierigen Versuches entschieden, aus dem Tal des Schweigens heraus zunächst durch die unerstiegene Südwestwand auf den Westgrat zu kommen, und dann den bislang ebenso unerstiegenen, steilen und extrem anspruchsvollen Westgrat für einen Gipfelversuch zu nutzen. Als sie am 22. Mai 1963 hoch oben am Grat, der die Grenze zwischen Nepal und Tibet markiert, nicht mehr weiterkamen, traversierten sie auf tibetisches Gebiet in die Nordwand und nutzten zuletzt dieses Couloir für den Endanstieg zum Gipfel. Auch auf dieser Route fanden sie große Schwierigkeiten vor, die es aussichtslos machten, denselben Weg wieder zum Abstieg zu nutzen.
Sie kamen erst abends gegen 18.15 Uhr auf den Gipfel, auf dem Stunden zuvor auch zwei ihrer Expeditionskameraden von der Südseite aus angelangt waren, Barry Bishop und Lute Jerstad. In hereinbrechender Dunkelheit begannen sie den Abstieg. Sie folgten ihren Kameraden über den Hillary Step hinab auf den Südostgrat und trafen sie erschöpft unterhalb des Südgipfels in einer Höhe von ca. 8600 Metern an, wo sich die vier für eine grimmig kalte Biwaknacht einrichteten, die bis dahin höchstgelegene Übernachtung von Menschen. Alle vier überlebten die Nacht, in der zu ihrem Glück kaum Wind herrschte. Jedoch verlor Unsoeld infolge von Erfrierungen später alle Zehen.

### Snowboard-Abfahrt
Der junge französische Extrem-Snowboarder Marco Siffredi plante 2001 eine Abfahrt durch das Hornbein-Couloir, das mit einer Neigung von 45 bis 50° als technisch anspruchsvollste potenzielle Route auf der Nordseite des Everest gilt. Aufgrund mäßiger Schneelage musste er auf das einfachere, östlich gelegen Norton-Couloir ausweichen. Im folgenden Jahr versuchte er, sein Versäumnis nachzuholen, verunglückte jedoch bei der Abfahrt. Ob er es überhaupt ins Couloir geschafft hat und dort von einer Lawine erfasst wurde, ist Gegenstand von Spekulationen. Seine Leiche wurde bis heute nicht gefunden.